# 国家社会主义革命战斗联盟
国家社会主义革命战斗联盟（德語：Kampfgemeinschaft Revolutionärer Nationalsozialisten，简称KGRNS），通常被称为黑色阵线（德語：Schwarze Front）是奥托·斯特拉瑟在1930年被驱逐出纳粹党后成立的一个政党。

## 概述
奥托·斯特拉瑟认为，希特勒背叛了纳粹党的初衷，即反资本主义。黑色阵线由前纳粹党的激进成员组成，他们企图与纳粹党的分裂。斯特拉瑟的组织出版了一份名为《德国革命》的报纸。黑色阵线采用了交叉的锤子和剑的符号，今天仍被一些斯特拉瑟主义者使用。
由于该组织不能有效地反对纳粹党，在希特勒上台之后遭受了严重打击。 斯特拉瑟首先被纳粹德国驱逐到捷克斯洛伐克 ，然后又被驱逐到加拿大。